# Ceratostoma nuttalli
Ceratostoma nuttalli är en snäckart som först beskrevs av Conrad 1837.  Ceratostoma nuttalli ingår i släktet Ceratostoma och familjen purpursnäckor. Inga underarter finns listade i Catalogue of Life.